# Melocosa
Melocosa Gertsch, 1937 è un genere di ragni appartenente alla famiglia Lycosidae.

## Distribuzione
Le 2 specie note di questo genere sono state reperite in USA, Canada, Brasile e Alaska.

## Tassonomia
Questo genere è stato trasferito qui dalla famiglia Pisauridae a seguito di uno studio dell'aracnologo Leech (1969b).
Non sono stati esaminati esemplari di questo genere dal 1990.
Attualmente, a luglio 2017, si compone di 2 specie:
- Melocosa fumosa (Emerton, 1894)[2] — USA, Canada, Alaska
- Melocosa gertschi Mello-Leitão, 1947 — Brasile